# Panorpa lintienshana
Panorpa lintienshana är en näbbsländeart som beskrevs av Cheng 1953. Panorpa lintienshana ingår i släktet Panorpa och familjen skorpionsländor. Inga underarter finns listade i Catalogue of Life.